# NGC 5431
NGC 5431 (другие обозначения — MCG 2-36-20, ZWG 74.65, PGC 50046) — галактика в созвездии Волопас.
Этот объект входит в число перечисленных в оригинальной редакции «Нового общего каталога».